# Palladium (Schuhmarke)

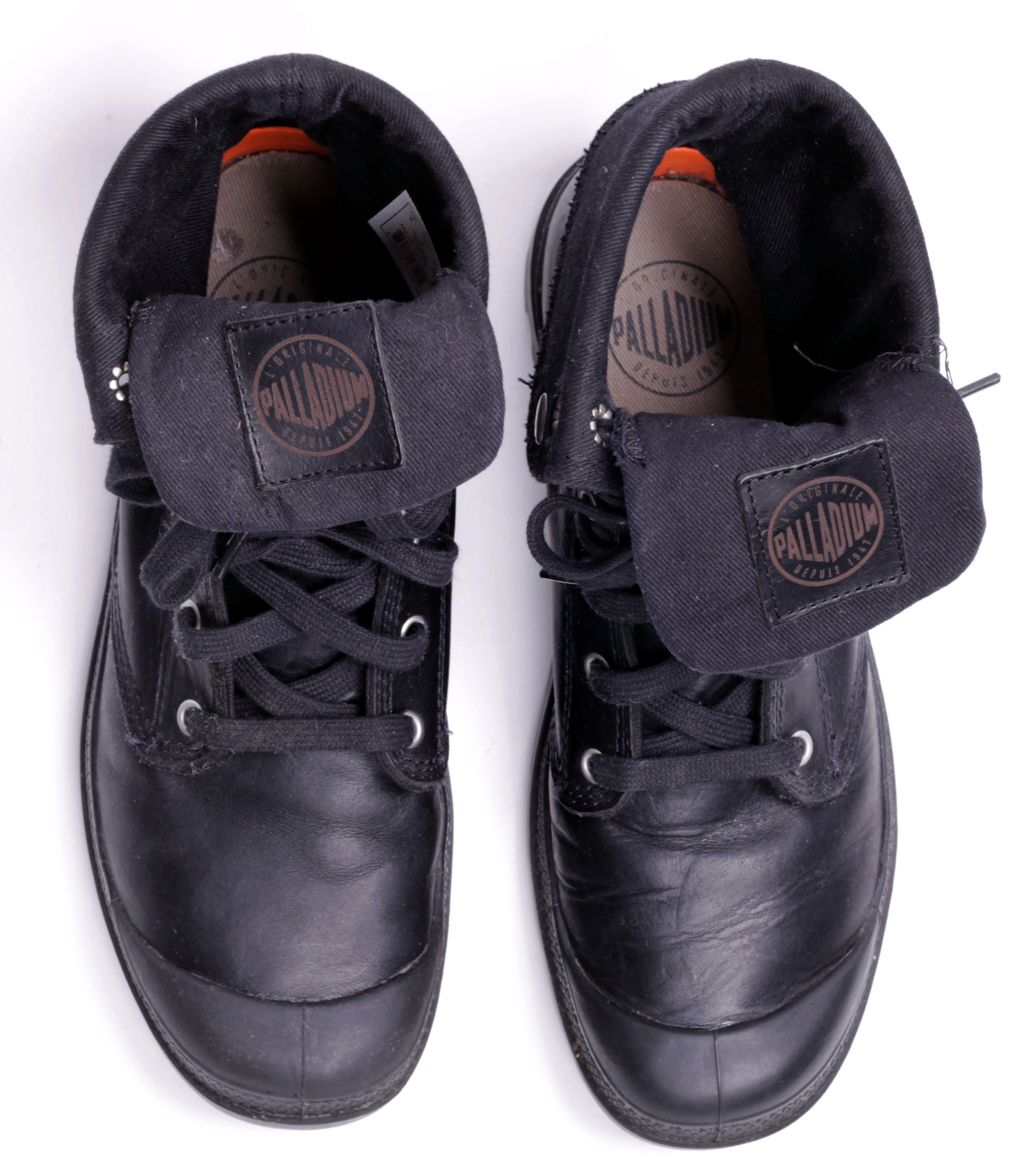
Palladium-Stiefel

Palladium ist ein französischer Schuhhersteller und ehemaliger Reifenhersteller mit Hauptsitz in  Pont-de-Chéruy in der Region Auvergne-Rhône-Alpes,  Frankreich.

## Geschichte
Das 1920 in Frankreich gegründete Unternehmen Palladium stellte zuerst Reifen für die aufkommende  Luftfahrtindustrie her. Das Unternehmen verzeichnete große Erfolge. Nach dem Zweiten Weltkrieg fiel die Nachfrage jedoch dramatisch ab. Man stellte die Reifenproduktion ein und  eröffnete 1947 eine Schuhfabrik.
Die Erfahrungen in der Reifenherstellung konnte für die Verarbeitung der Schuhe genutzt werden. Es entstanden widerstandsfähige Boots und robuste Stoffschuhe, die auch in der französischen Fremdenlegion bei Einsätzen in den Wüsten Nordafrikas und dem steinigen Atlasgebirge genutzt wurden. Diese Funktionalität ist bis heute in dem Design der Boots erhalten geblieben und wurde nur modisch verändert. In den 1990er Jahren entstand ein Hype um die Palladium-Boots, als sie vermehrt auf Rock-Festivals getragen wurden.  
Später wurde das Unternehmen vom südkoreanischen Einzelhandelskonzern E.Land World Limited übernommen. Palladium-Boots werden durch die ebenfalls zu E-Land gehörende Gruppe K-Swiss in Deutschland vertrieben.  Die multifunktionalen Schuhe erfreuen sich durch das Palladium-Logo eines großen Wiedererkennungswerts. Durch neue Techniken hat Palladium die Materialien und Farbnuancen der Boots weiterentwickelt, sodass verschiedene Linien heute auf dem Markt erhältlich sind, von wasserfester Lederoptik über extreme Leichtigkeit mit Varianten in verschiedenen Farbtönen. 
2019 wurde E-Land mit den Marken Palladium, K-Swiss und Supra vom chinesischen Sportartikelkonzern Xtep übernommen.